# العلاقات الإيرانية التشادية
العلاقات الإيرانية التشادية هي العلاقات الثنائية التي تجمع بين إيران وتشاد.

## مقارنة بين البلدين
هذه مقارنة عامة ومرجعية للدولتين:
| وجه المقارنة                                              | إيران                    | تشاد                      |
| --------------------------------------------------------- | ------------------------ | ------------------------- |
| المساحة (كم2)                                             | 1.65 مليون               | 1.28 مليون                |
| عدد السكان (نسمة)                                         | 79.97 مليون              | 15.23 مليون               |
| الكثافة السكانية (ن./كم²)                                 | 48.47                    | 11.9                      |
| العاصمة                                                   | طهران                    | انجمينا                   |
| اللغة الرسمية                                             | لغة فارسية               | لغة فرنسية، اللغة العربية |
| العملة                                                    | ريال إيراني              | فرنك وسط أفريقي           |
| الناتج المحلي الإجمالي (بليون دولار)                      | 439.51 مليار             | 9.98 مليار                |
| الناتج المحلي الإجمالي (تعادل القوة الشرائية) بليون دولار | 1.36 تريليون             | 30.54 مليار               |
| الناتج المحلي الإجمالي الاسمي للفرد دولار أمريكي          |                          | 775                       |
| الناتج المحلي الإجمالي للفرد دولار أمريكي                 |                          | 2.18 ألف                  |
| مؤشر التنمية البشرية                                      | 0.766                    | 0.392                     |
| رمز المكالمات الدولي                                      | +98                      | +235                      |
| رمز الإنترنت                                              | .ir،                     | .td                       |
| المنطقة الزمنية                                           | ت ع م+03:30، توقيت إيران | ت ع م+01:00               |

## منظمات دولية مشتركة
يشترك البلدان في عضوية مجموعة من المنظمات الدولية، منها:
| علم المنظمة | اسم المنظمة                        | تاريخ انضمام إيران | تاريخ انضمام تشاد |
| ----------- | ---------------------------------- | ------------------ | ----------------- |
|             | مؤسسة التنمية الدولية              | 10 أكتوبر 1960     | 7 نوفمبر 1963     |
|             | يونسكو                             | 6 سبتمبر 1948      | 19 ديسمبر 1960    |
|             | وكالة ضمان الاستثمار متعدد الأطراف | 15 ديسمبر 2003     | 11 يونيو 2002     |
|             | الأمم المتحدة                      | 24 أكتوبر 1945     | 20 سبتمبر 1960    |
|             | الاتحاد البريدي العالمي            | ?                  | ?                 |
|             | البنك الدولي للإنشاء والتعمير      | 29 ديسمبر 1945     | 10 يوليو 1963     |
|             | منظمة التعاون الإسلامي             | ?                  | ?                 |
|             | منظمة حظر الأسلحة الكيميائية       | ?                  | ?                 |
|             | مؤسسة التمويل الدولية              | 28 ديسمبر 1956     | 2 أبريل 1998      |
|             | منظمة الشرطة الجنائية الدولية      | ?                  | ?                 |

## وصلات خارجية
- موقع وزارة الخارجية الإيرانية